# Capone (film, 2020)
A Capone 2020-ban bemutatott amerikai életrajzi filmdráma, amelynek forgatókönyvírója, rendezője és vágója Josh Trank. A címszereplő gengsztert, Al Caponét Tom Hardy alakítja. A mellékszerepekben Linda Cardellini, Jack Lowden, Noel Fisher, Kyle MacLachlan és Matt Dillon látható.
Az először 2016 októberében bejelentett film forgatása csak 2018 márciusában kezdődött, és májusig tartott. A forgatás Louisianában zajlott.
A filmet eredetileg a mozikban tervezték bemutatni, de a COVID-19 világjárvány miatt a Redbox Entertainment és a Vertical Entertainment Premium VOD módon 2020. május 12-én jelenítette meg. Általánosságban vegyes értékeléseket kapott a kritikusoktól. Hardy alakítását dicsérték, de Trank forgatókönyvét és a film egyenetlen hangvételét kritizálták.

## Háttértörténet
1931. október 17-én a világ leghírhedtebb bűnözőjét szabadságvesztésre ítélik adócsalásért. A börtönben súlyosbodik a neuroszifilisze, testileg és szellemileg is leépül.
Egy évtizeddel később ártalmatlannak nyilvánítják és szabadon engedik. Számkivetettként él Floridában a hatóságok felügyelete alatt.

## Szereplők
| Szerep                          | Színész            | Magyar hang       |
| ------------------------------- | ------------------ | ----------------- |
| Al Capone                       | Tom Hardy          | Király Attila     |
| Mae Capone                      | Linda Cardellini   | Zsigmond Tamara   |
| Johnny Torrio                   | Matt Dillon        | Fekete Ernő       |
| Ralph Capone                    | Al Sapienza        | Németh Gábor      |
| Rosie                           | Kathrine Narducci  | Farkasinszky Edit |
| Junior                          | Noel Fisher        | Hamvas Dániel     |
| Gino                            | Gino Cafarelli     | Törköly Levente   |
| Tony                            | Mason Guccione     | Baráth István     |
| Vince                           | Caiden Acurio      |                   |
| Stirling H. Crawford FBI ügynök | Jack Lowden        | Molnár Levente    |
| Dr. Karlock                     | Kyle MacLachlan    | Csankó Zoltán     |
| Clifford M. Harris ügynök       | Josh Trank         |                   |
| Harold Mattingly                | Neal Brennan       |                   |
| Rodrigo                         | Edgar Arreola      |                   |
| Zambini                         | Manuel Fajardo Jr. |                   |

## A film készítése
2016 októberében jelentették be, hogy Tom Hardy fogja alakítani Al Caponét az akkor még Fonzo címen futó filmben, amelyet Josh Trank rendezett, írt és vágott. A forgatás eredetileg 2017 nyarán kezdődött volna, Hardy pedig azt mondta, hogy a film valamikor 2018-ban kerülne a mozikba. Hardy ehelyett 2017-ben a Venom című filmet forgatta, 2018 márciusában pedig bejelentette, hogy a Fonzo lesz a következő projektje. Még abban a hónapban Linda Cardellini, Matt Dillon, Kyle MacLachlan, Kathrine Narducci, Jack Lowden, Noel Fisher és Tilda Del Toro is csatlakozott a szereplőgárdához.
A forgatás 2018. március 19-én kezdődött New Orleansben, és május 15-ig tartott.
2020. április 15-én az előzetes új címmel jelent meg: Capone.
El-P rapper és producer szerezte a film zenéjét, amelyet a Milan Records adott ki.

## Megjelenés
2020. május 12-én a Vertical Entertainment digitálisan is megjelentette a filmet az Egyesült Államokban és Kanadában a Premium Video on Demand szolgáltatáson keresztül. A film eredetileg a mozikba került volna, de ezek a tervek megváltoztak a március közepén kezdődött COVID-19 világjárvány korlátozásai miatt. A filmet több régióban, többek között Izlandon, Litvániában és Portugáliában is bemutatták a mozikban, ahol összesen 112 116 dolláros bevételt ért el.